# María Zabala
María Zabala (Maracaibo, Venezuela, 2 de marzo de 1945 - Caracas, 20 de julio de 1987) fue una pintora y grabadora venezolana. Investigadora de las artes que centró sus estudios en la luz como elemento plástico y en la utilización de gráficos computarizados. Fue galardonada en las primeras dos ediciones del Salón Ernesto Avellán de la Sala Mendoza, en 1973 y 1974, con el primer premio en ambas ocasiones.

## Educación
En 1967 estudió artes gráficas en la Escuela Técnica de Artes Visuales de Caracas Cristóbal Rojas y se formó en técnicas gráficas en el Centro Gráfico del Inciba. Posteriormente viaja a Nueva York y estudia en el Pratt Graphic Center entre el año 1978 y 1979. Además cursó estudios en la Universidad de Nueva York hasta el año 1980.

## Trayectoria
A finales de la década de los sesenta realizó obras constructivistas basadas en proposiciones ópticas. A partir de 1971 comienza a investigar la luz realizando estructuras donde aparece lo lineal y la luz pasa a ser elemento esencial. Este año realiza estructuras con proposiciones cinéticas. En 1972 aborda la indagación cibernética basada en las computadoras del Instituto Venezolano de Investigaciones Científicas (IVIC) y realiza un trabajo ambiental utilizando como elemento la luz de neón. Para esta época incursiona en los gráficos por computadora con la colaboración del Centro de Procesamiento de Datos de la Facultad de Ingeniería de la UCV. 
En 1973 participa en la XII Bienal de São Paulo con la obra ambiental Piel a piel. Para 1975 incursiona dentro del campo de la pintura, en relación con el trabajo desarrollado con el computador. Al año siguiente continúa trabajando dentro de lo pictórico y lo relaciona con la fotografía. Comienza a realizar una serie de dibujos y gráfica con proposiciones figurativas. Para 1981 expone en la “Primera muestra de fotografía contemporánea de Venezuela” (Museo de Bellas Artes de Caracas). 
Se destacó en obras de serigrafía en las que buscaba crear efectos en la retina. También hizo énfasis en la estructura primaria para estimular la participación del espectador en la manipulación de elementos desplazables que forman parte de la obra.

## Exposiciones individuales
- 1972 Galería Arte Grabado, Caracas
- 1981 “Opus 64”, Sala Mendoza / Galería Venezuela, Nueva York
- 1982 Galería G, Caracas

## Premios
- 1973 Primer premio, I Salón Ernesto Avellán, Sala Mendoza
- 1974 Primer premio, II Salón Ernesto Avellán, Sala Mendoza